# 小行星13579
小行星13579（13579 Allodd）是一颗绕太阳运转的小行星，为主小行星带小行星。该小行星于1993年7月12日发现。

## 轨道参数
小行星13579的轨道半长轴为2.6313001 UA，离心率为0.179。